# Guaiúba
Guaiúba là một đô thị thuộc bang Ceará, Brasil. Đô thị này có diện tích 267,203 km², dân số năm 2007 là 22313 người, mật độ 83,51 người/km².